# Jerald Honeycutt
Jerald DeWayne Honeycutt (Shreveport, 20 ottobre 1974) è un ex cestista statunitense, professionista nella NBA, in Europa, in Asia e in Sudamerica.

## Carriera
È stato selezionato dai Milwaukee Bucks al secondo giro del Draft NBA 1997 (38ª scelta assoluta).

## Palmarès
- McDonald's All-American Game (1993)
- All-CBA First Team (2003)